# Tomoaki Honma
Tomoaki Honma (本間朋晃, Honma Tomoaki) est un catcheur japonais qui travaille actuellement pour la New Japan Pro Wrestling, où il est l'actuel champion par équipe IWGP.

## Carrière

### New Japan Pro Wrestling (2007–...)
En mars 2013, Honma revient à la NJPW, sauvant Togi Makabe du clan Chaos.
Il participe ensuite au World Tag League 2015 avec Togi Makabe, ou ils remportent quatre matchs pour deux défaites, se qualifiant pour la finale du tournoi,. Le 9 décembre, ils battent Los Ingobernables de Japón (Evil et Tetsuya Naitō) en finale pour remporter le World Tag League 2015. Lors de Wrestle Kingdom 10 in Tokyo Dome, ils battent Bullet Club (Doc Gallows et Karl Anderson) et remportent les IWGP Tag Team Championship. Lors de The New Beginning in Osaka, ils battent Gallows et Anderson dans un match revanche pour conserver leur titres. Le 20 février, il perd contre Jay Lethal et ne remporte pas le ROH World Championship. Lors d'Invasion Attack 2016, ils perdent les titres contre Guerrillas of Destiny (Tama Tonga et Tonga Roa). Le 3 juillet, il perd contre Katsuyori Shibata et ne remporte pas le NEVER Openweight Championship. Le 23 octobre, lui et Togi Makabe perdent contre Naomichi Marufuji et Toru Yano et ne remportent pas les GHC Tag Team Championship de la Pro Wrestling Noah.

## Palmarès
- Apache Army

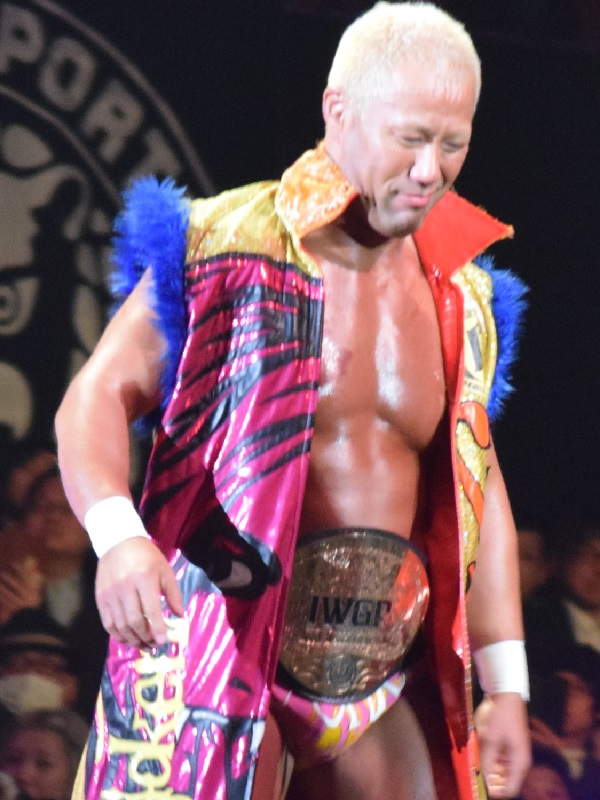
Honma en tant que IWGP Tag Team Champion en février 2016.

  - 1 fois WEW |World Tag Team Championship – avec Jun Kasai
- Big Japan Pro Wrestling
  - 2 fois BJW Deathmatch Heavyweight Championship
  - 2 fois BJW Tag Team Championship – avec Shadow WX (1) et Ryuji Yamakawa (1)
- New Japan Pro Wrestling
  - 1 fois IWGP Tag Team Championship avec Togi Makabe[11]
  - World Tag League (2015) – avec Togi Makabe[12]

## Récompenses des magazines
- Pro Wrestling Illustrated

| Année | 2015 | 2016 | 2017 |
| ----- | ---- | ---- | ---- |
| Rang  | 260  | 276  | 232  |

- Tokyo Sports
  - Technique Award (2015)[14]
- Wrestling Observer Newsletter
  - 5 Star Match (2015) vs. Tomohiro Ishii le 14 février[15]